# Drunken Babble
Drunken Babble (en español: Balbuceo ebrio) es un mixtape presentado por la cantante estadounidense Kali Uchis. Originalmente fue publicado en agosto de 2012 a través del sitio web Datpiff, de manera gratuita. Se convirtió en tendencia dentro de la escena underground, atrayendo la atención de otras figuras como el productor Diplo.

## Concepto
Luego de dos años interesada en la fotografía y armando vídeos experimentales, además de trabajar en su música, Uchis fue expulsada de su casa por saltarse clases y no cumplir con el toque de queda establecido por sus padres. Por meses, vivió en su automóvil y escribió canciones en su MacBook, posteriormente tomando forma. Una vez graduada, empezó a grabar el proyecto, explicando que las últimas cinco canciones fueron realizadas la noche que publicó el mixtape.
Grabado y producido a través de GarageBand, fue publicado gratis a través de DatPiff. El mixtape contiene distintos samples y referencias vocales, como el soul de Brenton Wood, Mary Wells, The Whispers, entre otros. También se encuentran canciones con toques de reggae, new wave y synth pop.

## Recepción
Luego de la publicación del material, Uchis no supo del éxito viral que tuvo hasta varios meses después, eliminando el mixtape por vergüenza y no considerándolo como parte de su discografía. Su caso ha sido comparado con el de otros artistas como Mac Miller o Shakira, con el primero teniendo un lanzamiento oficial póstumo de su primer mixtape K.I.D.S., mientras que Shakira ha renegado de sus álbumes iniciales Magia (1991) y Peligro (1993). Distintos fanáticos después publicaron copias del mixtape a través de SoundCloud y YouTube, llamando la atención de Tyler, The Creator y Snoop Dogg.
Snoop Dogg en particular decidió colaborar con la cantante luego de ver su vídeo musical «What They Say» en junio de 2013. Luego de hablar con Uchis, colaboraron en «On Edge», incluido en el mixtape del rapero de 2014, That's My Work 3.

## Lista de canciones
| N.º   | Título                | Duración |  |
| 1.    | «Good to You»         | 2:30     |  |
| 2.    | «Chimichanga»         | 2:27     |  |
| 3.    | «Mucho Gusto»         | 1:50     |  |
| 4.    | «Dream»               | 2:47     |  |
| 5.    | «T.Y.W.I.G»           | 2:13     |  |
| 6.    | «Table for Two»       | 2:41     |  |
| 7.    | «You Just Wanna Stay» | 2:28     |  |
| 8.    | «Never Be Yours»      | 3:13     |  |
| 9.    | «What They Say»       | 9:14     |  |
| 10.   | «Lean On You»         | 2:14     |  |
| 11.   | «He Unkin»            | 0:28     |  |
| 12.   | «Three Pills»         | 1:42     |  |
| 13.   | «Sunset»              | 2:02     |  |
| 14.   | «Pay Day»             | 3:40     |  |
| 15.   | «Tiger Lily»          | 1:45     |  |
| 16.   | «Rollin Up»           | 2:16     |  |
| 17.   | «Inhale»              | 3:50     |  |
| 47:20 |                       |          |  |

| Bonus tracks |                   |          |  |
| N.º          | Título            | Duración |  |
| 18.          | «MULTI» (con JFK) | 4:36     |  |
| 19.          | «Birthday Song»   | 2:30     |  |
| 20.          | «Porque te vas»   | 2:35     |  |
| 21.          | «Honey Baby»      | 3:27     |  |
| 60:28        |                   |          |  |

Notas
- «What They Say» tiene una duración de 2:00, con los 7:14 restantes en silencio.